# Velicity Von
Velicity Von (née le 5 février 1979) est  une actrice pornographique américaine.

## Carrière
Son premier emploi est celui d'assistante dentaire qu'elle combine à ses études (elle a un diplôme en sciences), mais elle s'est vite rendu compte qu'elle pouvait travailler grâce à son physique. Elle devient strip-teaseuse . Elle apprécie lorsqu'elle est sur scène et que les gens la remarquent pour son corps, tout en dansant. Elle danse tout en continuant à travailler dans le cabinet dentaire et se moque de ce que les gens disent. À 20 ans, elle commence à devenir modèle pour des photos érotiques et, enfin, elle finit par faire des films pour adultes en 2005, à 26 ans.

## Récompenses
- Nommée aux AVN Awards de 2007 dans la catégorie Best Group Sex Scene, Video pour le film Big Phat Wet Ass Orgy 2[2]
- Nommée aux Urban Spice Awards de 2008 dans la catégorie Best Interracial Star[3]
- Nommée aux AVN Awards de 2008 dans la catégorie Best Threeway Sex Scene pour le film Pump My Ass ... Full of Cum[4]
- Nommée aux AVN Awards de 2009 dans la catégorie Best Group Sex Scene pour le film Oil Overload[5]

## Filmographie sélective
- 2005 : Big Bubble Butt Cheerleaders 3
- 2006 : Big Wet Asses 9
- 2007 : Girls Hunting Girls 12
- 2008 : Anal Beach Buns
- 2009 : Girlvana 5
- 2010 : Sweet Ass
- 2011 : Busty Milf Adventures 3
- 2012 : Anal Overload
- 2013 : Screaming For Booty
- 2014 : Self Service Baby
- 2015 : Rear Ended
- 2017 : Big Cocks in Her Little Box 4